# Schweizer Futsalmeisterschaft 2019/20
Die 14. Schweizer Meisterschaft im Futsal begann am 28. September 2019 und endete aufgrund der COVID-19-Pandemie vorzeitig am 12. März 2020.
Wieder gab es zwei Aufsteiger. Geneva Futsal kehrte als Meister der NLA nach vier Jahren wieder in die höchste Spielklasse zurück. Der NLA-Finalist MNK Kuna Küssnacht profitierte von Rückzug vom zweimaligen Vizemeister FC Silva und stieg zum ersten Mal in der Vereinsgeschichte in die SFPL auf.
Kurz vor Saisonbeginn zog sich auch der Meister von 2018 R.C.D Futsal zurück, aufgrund der Kurzfristigkeit wurde kein neues Team aufgenommen. Nach Rückrundenbeginn zog sich auch Kuna Küssnacht wieder zurück. Alle Spiele wurden annulliert und 0:0 gewertet. Somit standen beide Absteiger in die neu gegründete Swiss Futsal Second League fest.
Nach der Abschaffung der Playoffs in der Schweizer Futsalmeisterschaft 2018/19 wurden sie in dieser Saison wieder eingeführt. Dabei hätte die ersten acht Teams ins Viertelfinale kommen sollen. Alle Playoffrunden wären im Best-of-Three Modus gewesen. Da die Saison jedoch frühzeitig abgebrochen wurde, fanden die Playoffs nicht mehr statt. Die Meisterschaft wurde annulliert und es gibt keinen Meister 2019/20. Futsal Minerva war zu jenem Zeitpunkt an der Tabellenspitze. Da der Titelverteidiger den höchsten Punkte/Spiel-Koeffizienten aufwies, erhielt der Berner Verein die Berechtigung, an der UEFA-Futsal-Champions League 2020/21 teilzunehmen.
Zum Zeitpunkt des Abbruchs stand Fernando Manuel da Silva an der Spitze der Torschützenliste, diesmal als Spieler des FC Semailles. In 15 Spielen traf er 34 Mal. Der Schweizer Nationalspieler Evangelos Marcoyannakis (Futsal Minerva) folgte ihm auf dem zweiten Platz mit 20 Treffern.

## Swiss Futsal Premier League – 2019/20
Durch die beiden Rückzüge standen beide Absteiger fest. Die Meisterschaft wurde abgebrochen, somit wurde kein Team zum Meister gekürt.

### Swiss Futsal Premier League
|     | Verein                       | R  | S | U | N | Tore   | Diff. | Punkte |
| --- | ---------------------------- | -- | - | - | - | ------ | ----- | ------ |
| 1.  | Futsal Minerva (M)           | 11 | 9 | 0 | 2 | 73:30  | +43   | 27     |
| 2.  | Geneva Futsal (A)            | 12 | 8 | 1 | 3 | 85:49  | +36   | 25     |
| 3.  | Futsal Maniacs               | 11 | 6 | 3 | 2 | 60:40  | +20   | 21     |
| 4.  | FC Semailles                 | 13 | 6 | 2 | 5 | 87:64  | +23   | 20     |
| 5.  | FC Uetendorf                 | 13 | 5 | 3 | 5 | 73:79  | −6    | 18     |
| 6.  | Uni Futsal Team Bulle        | 11 | 3 | 3 | 5 | 49:54  | −5    | 12     |
| 7.  | Mobulu Futsal Uni Bern       | 12 | 2 | 1 | 9 | 34:71  | −37   | 7      |
| 8.  | Futsal Team Fribourg Old Fox | 11 | 1 | 1 | 9 | 41:115 | −74   | 4      |
| 9.  | R.C.D Futsal (R)             | 0  | 0 | 0 | 0 | 0:0    | 0     | 0      |
| 10. | MNK Kuna Küssnacht (A) (R)   | 0  | 0 | 0 | 0 | 0:0    | 0     | 0      |

| Legende | Legende    |
| ------- | ---------- |
|         | Abstieg    |
| (M)     | Meister    |
| (A)     | Aufsteiger |
| (R)     | Rückzug    |

|    | Team                         | Minerva | Geneva | Maniacs | Semailles | Uetendorf | Bulle | Mobulu | Old Fox |
| -- | ---------------------------- | ------- | ------ | ------- | --------- | --------- | ----- | ------ | ------- |
| 1. | Futsal Minerva (M)           |         | 8:3    | 2:3     | n.g.      | 5:6       | n.g.  | 8:1    | 8:6     |
| 2. | Geneva Futsal (A)            | n.g.    |        | 4:4     | 7:6       | 8:6       | 8:3   | 7:0    | 17:2    |
| 3. | Futsal Maniacs               | 1:3     | 7:5    |         | 3:3       | 3:2       | 6:2   | 6:4    | 20:3    |
| 4. | FC Semailles                 | 2:3     | 3:6    | 8:3     |           | 8:8       | 8:7   | 5:6    | 11:4    |
| 5. | FC Uetendorf                 | 1:10    | 3:12   | n.g.    | 6:5       |           | 3:3   | 8:2    | 10:7    |
| 6. | Uni Futsal Team Bulle        | 5:7     | n.g.   | 4:4     | 4:5       | 9:6       |       | 3:1    | n.g.    |
| 7. | Mobulu Futsal Uni Bern       | 2:9     | 4:3    | n.g.    | 5:8       | 4:4       | 1:4   |        | 4:6     |
| 8. | Futsal Team Fribourg Old Fox | 0:10    | 3:5    | n.g.    | 2:15      | 3:10      | 5:5   | n.g.   |         |

n.g. = nicht gespielt